# Dąbrówka Stara
Dąbrówka Stara [pronunciación en polaco: /dɔmˈbrufka ˈstara/] es un pueblo en el distrito administrativo de Gmina Błędów, dentro del condado de Grójec, Voivodato de Mazovia, en el centro-este de Polonia. Se encuentra a unos 3 kilómetros al este de Błędów, a 13 kilómetros al suroeste de Grójec, y a 52 kilómetros al sur de Varsovia.